# ران نیومن (بازیکن فوتبال)
ران نیومن (انگلیسی: Ron Newman؛ زادهٔ ۱۹ ژانویهٔ ۱۹۳۴) یک بازیکن فوتبال اهل انگلستان است.